# من تنتظر حلية الملك
من تنتظر حلية الملك هو لقب مصري قديم مختص بالسيدات ثار حوله جدل كثير بين علماء المصريات ، و قد عرفت نساء يحملن هذا اللقب منذ عصر الاضمحلال الأول ، و بشكل أقل في العدد بكثير في عهد الدولة الوسطى ، ولكنه يعود ليظهر مرة أخرى في عصر الاضمحلال الثاني و الدولة الحديثة.
وكثيرا ما تكون حاملة هذا اللقب من النساء المتزوجات اللواتي يتمتعن بمركز رفيع ، ففي عهد الأسرة الحادية عشرة كانت تحمله بعض الملكات زوجات الملك منتوحتب الثاني ، و قد قام عالم المصريات الأمريكي هنري جورج فيشر بترجمة اللقب على أنه «حلية الملك» و رأى أن النساء متقلدات هذا اللقب كن جزءاً من الحريم الملكي . وقال عالم الآثار البلجيكي هاركو ويلمز إن الترجمة الصحيحة هي «مزينة الملك» و قال بأنهم ربما كانوا يلعبون دورا في عبادة الملك نفسه.

## الهوامش
1. ↑  Fischer, Egyptian Women of the Old Kingdom and of the Heracleopolitan Period, New York 1989, p. 31
2. ↑  H. Willems: Dayr al-Barsha Volume I. The Rock Tombs of Djehutinakht (No. 17K74/1), Khnumnakht (No. 17K74/2), and Iha (No. 17K74/3). With an Essay on the History and Nature of Nomarchal Rule in the Early Middle Kingdom, Leuven 2007, p. 73